# Asia Kate Dillon
Asia Kate Dillon (Ithaca, 15 novembre 1984) è un attore statunitense conosciuto per il suo ruolo di Brandy Epps in Orange Is the New Black e Taylor Mason in Billions. Quest'ultimo ruolo è considerato il primo personaggio non-binario nella storia della televisione.

## Biografia
Laureato all'American Musical and Dramatic Academy, Dillon si iscrive e completa il programma Meisner al seminario per attori di Ithaca, iniziando all'età di 16 anni e diventando così il più giovane studente mai ammesso ai corsi. Poco dopo è selezionato per prendere parte ad un workshop di commedie scritte dai membri dell'Academy Award e dei Tony Award. Ha interpretato Brandy Epps, una detenuta ideologicamente vicina al potere bianco, in otto episodi della serie Orange Is the New Black nel 2016.
L'anno successivo Dillon è stato scelto per interpretare Taylor Mason, uno stagista in un istituto finanziario, nella seconda stagione di Billions. Il personaggio è unanimemente considerato come il primo non-binario della storia della televisione nordamericana. Nell'aprile 2017 Showtime ha confermato che il personaggio tornerà nella terza stagione. La richiesta rivoltagli da Showtime, ossia a quale categoria degli Emmy Award preferirebbe appartenere, ha innescato un dibattito sulla distinzione, anatomica e/o di genere, tra attori e attrici.

## Vita privata
Dillon si considera di identità non binaria e per autodefinirsi usa i pronomi they e them (essi e loro) in forma singolare, anche se dal 2015 ha iniziato a rimuoverli dalle sue biografie.

## Filmografia

### Cinema
- Marcus Garlard: A Necessary Option, regia di Brandon Hale Holmes e Joshua Paul Johnson (2011)
- Hitting the Wall, regia di Jack Skyyler e Joel Brook (2011)
- We're All Gonna Die – cortometraggio (2016)
- John Wick 3 - Parabellum (John Wick: Chapter 3 - Parabellum), regia di Chad Stahelski (2019)
- The Outsider Story, regia di Casimir Nozkowski (2020)

### Televisione
- Younger – serie TV, episodio 1x03 (2015)
- Opus for All – serie TV, episodio 1x04 (2015)
- Master of None – serie TV, episodio 1x01 (2015)
- Orange Is the New Black – serie TV, 19 episodi (2016-2017)
- Billions – serie TV, 71 episodi (2017-2023)

### Doppiatore
- I Simpson (The Simpons) – serie animata, episodio 31x06 (2019)
- Gen:Lock – serie animata, 19 episodi (2019-2021)
- Fast and Furious Crossroads – videogioco (2020)
- Moon Girl e Devil Dinosaur (Moon Girl and Devil Dinosaur) – serie animata, episodio 1x04 (2023)

## Doppiatrici italiane
Nelle versioni in italiano delle opere in cui ha recitato, Asia Kate Dillon è stato doppiato da:
- Mattea Serpelloni in Orange Is the New Black
- Gaia Bolognesi in Billions
- Claudia Catani in John Wick 3 - Parabellum

Da doppiatore è stato sostituito da:
- Laura Boccanera ne I Simpson[12]